# Oxidare Oppenauer
Oxidarea Oppenauer este o reacție organică ce oferă posibilitatea transformării selective a alcoolilor secundari în cetone, în condiții blânde de reacție. A fost denumită după chimistul austriac Rupert Viktor Oppenauer.
Reacția Oppenauer este inversa reacției de reducere Meerwein-Ponndorf-Verley. În acest caz, alcoolul secundar este oxidat la cetona corespunzătoare cu izopropoxid de aluminiu și acetonă în exces.

## Mecanism de reacție
Într-o primă etapă, are loc formarea unui complex coordinativ 3 între alcoolul 1 și izopropoxidul de aluminiu 2. În a doua etapă, complexul este deprotonat de un ion alcoxid 4, când se obține un intermediar alcoxidic 5. În a treia etapă, atât agentul oxidant, care este acetona 7, cât și alcoolul secundar se leagă prin intermediul aluminiului. Acetona este coordinată de ionul de aluminiu, ceea ce favorizează transferul de ion hidrură de la alcoxid. Procesul de transfer (care este catalizat de aluminiu) al acestui ion de la carbonul α al alcoolului la carbonul carbonilic al acetonei are loc prin intermediul unei stări de tranziție ciclice 8. Cetona finală 9 se formează după ce are loc transferul de ion hidrură, iar apoi se obține și acoolul izopropilic 11 după eliberarea catalizatorului.

## Importanță
Această metodă de oxidare este extrem de selectivă pentru alcooli secundari, deci nu există riscul de a oxida alte grupe funcționale sensibile precum amino sau sulfură. Deși chiar și alcooli primari pot fi oxidați în condițiile de reacție Oppenauer, această metodă nu se aplică datorită reacției secundare ce are loc, de condensare aldolică a aldehidelor obținute. Metoda este înlocuită de alte reacții de oxidare realizate cu cromat (clorocromat de piridiniu), dimetilsulfoxid (de exemplu, oxidarea Swern) sau periodinan Dess-Martin (de exemplu, oxidarea Dess-Martin). Aplicabilitatea oxidării Oppenauer este în sinteza steroidelor, hormonilor, alcaloizilor, terpenelor, etc.